# Persone di cognome Gordon
| Questa pagina contiene informazioni ricavate automaticamente dalle voci biografiche con l'ausilio del template Bio e di un bot. L'aggiornamento è periodico e automatico e ricostruisce completamente la pagina. Se manca una persona in questa lista, sei pregato di non aggiungerla, ma accertati piuttosto che la sua voce biografica contenga il template Bio e che i dati anagrafici siano correttamente compilati. Se il template Bio manca, inseriscilo tu stesso o, in alternativa, metti l'avviso {{tmp\|Bio}} che ne segnala la mancanza. Se i dati riportati sono sbagliati, correggi direttamente la voce biografica; le modifiche saranno visibili in questa lista entro pochi giorni. Per chiarimenti vedi il progetto antroponimi. La lista contiene solo le 147 persone che sono citate nell'enciclopedia e per le quali è stato implementato correttamente il template Bio. Pagina aggiornata al 23 lug 2025. |

Questa è una lista di persone presenti nell'enciclopedia che hanno il cognome Gordon, suddivise per attività principale.

## Allenatori di pallacanestro(1)
- Avishay Gordon, allenatore di pallacanestro e ex cestista israeliano (Kfar Blum, n. 1977)

## Archeologi(1)
- Cyrus Gordon, archeologo statunitense (Filadelfia, n. 1908 - † 2001)

## Arcivescovi cattolici(1)
- Charles Jason Gordon, arcivescovo cattolico trinidadiano (Port of Spain, n. 1959)

## Artisti(1)
- Douglas Gordon, artista scozzese (Glasgow, n. 1966)

## Attori(16)
- Robert Gordon, attore statunitense (Belleville, n. 1895 - Victorville, † 1971)
- Barry Gordon, attore e doppiatore statunitense (Brookline, n. 1948)
- Bruce Gordon, attore statunitense (Fitchburg, n. 1916 - Santa Fe, † 2011)
- Bruce Gordon, attore e regista sudafricano (Johannesburg)
- C. Henry Gordon, attore statunitense (New York, n. 1883 - Los Angeles, † 1940)
- Danso Gordon, attore canadese (Toronto, n. 1979)
- Don Gordon, attore statunitense (Los Angeles, n. 1926 - Los Angeles, † 2017)
- Gale Gordon, attore statunitense (New York, n. 1906 - Escondido, † 1995)
- Gavin Gordon, attore statunitense (Chicora, n. 1901 - Canoga Park, † 1983)
- Huntley Gordon, attore canadese (Montreal, n. 1887 - Van Nuys, † 1956)
- James Gordon, attore e regista statunitense (Pittsburgh, n. 1871 - Hollywood, † 1941)
- Kiowa Gordon, attore statunitense (Berlino, n. 1990)
- Leo Gordon, attore e sceneggiatore statunitense (New York, n. 1922 - Los Angeles, † 2000)
- Matt Gordon, attore canadese (Toronto, n. 1969)
- Robert Gordon, attore e regista statunitense (Pittsburgh, n. 1913 - Los Angeles, † 1990)
- Zachary Gordon, attore, doppiatore e cantante statunitense (Oak Park, n. 1998)

## Attori pornografici(1)
- Richard Pacheco, ex attore pornografico statunitense (Chelsea, n. 1948)

## Attrici(7)
- Eve Gordon, attrice statunitense (n. 1960)
- Julia Swayne Gordon, attrice statunitense (Columbus, n. 1878 - Los Angeles, † 1933)
- Lucy Gordon, attrice e modella inglese (Oxford, n. 1980 - Parigi, † 2009)
- Mary Gordon, attrice scozzese (Glasgow, n. 1882 - Pasadena, † 1963)
- Molly Gordon, attrice statunitense (Los Angeles, n. 1995)
- Phyllis Gordon, attrice statunitense (Suffolk, n. 1889 - Sonoma, † 1964)
- Serena Gordon, attrice britannica (Londra, n. 1963)

## Attrici teatrali(1)
- Kitty Gordon, attrice teatrale britannica (Folkestone, n. 1878 - Brentwood, † 1974)

## Batteristi(1)
- Jim Gordon, batterista statunitense (Los Angeles, n. 1945 - Vacaville, † 2023)

## Biblisti(1)
- Nehemia Gordon, biblista statunitense (Chicago, n. 1972)

## Calciatori(12)
- Alan Gordon, ex calciatore statunitense (Long Beach, n. 1981)
- Anthony Gordon, calciatore inglese (Liverpool, n. 2001)
- Benjamin Lawrence Gordon, calciatore inglese (Bradford, n. 1991)
- Craig Gordon, calciatore scozzese (Edimburgo, n. 1982)
- Daniel Gordon, ex calciatore giamaicano (Dortmund, n. 1985)
- Jano Gordon, calciatore argentino (Buenos Aires, n. 2004)
- Liam Gordon, calciatore guyanese (Londra, n. 1999)
- Liam Gordon, calciatore scozzese (Perth, n. 1996)
- Nico Gordon, calciatore montserratiano (Birmingham, n. 2002)
- Owayne Gordon, calciatore giamaicano (Montego Bay, n. 1991)
- Steven Gordon, calciatore nordirlandese (Newtownards, n. 1993)
- Ziggy Gordon, calciatore scozzese (Glasgow, n. 1993)

## Cantanti(4)
- Jully Black, cantante canadese (Toronto, n. 1977)
- Busy Signal, cantante giamaicano (Kingston, n. 1982)
- Robert Gordon, cantante, musicista e attore statunitense (Bethesda, n. 1947 - Salamanca, † 2022)
- Ann Lee, cantante britannica (Sheffield, n. 1967)

## Cantautrici(2)
- Lonnie Gordon, cantautrice statunitense (Filadelfia, n. 1965)
- Wynter Gordon, cantautrice statunitense (n. 1988)

## Cestiste(1)
- Bridgette Gordon, ex cestista e allenatrice di pallacanestro statunitense (DeLand, n. 1967)

## Cestisti(12)
- Ben Gordon, ex cestista britannico (Londra, n. 1983)
- Jens-Uwe Gordon, ex cestista statunitense (Salinas, n. 1967)
- Aaron Gordon, cestista statunitense (San Jose, n. 1995)
- Adi Gordon, ex cestista israeliano (Binyamina, n. 1966)
- Drew Gordon, cestista statunitense (San Jose, n. 1990 - Portland, † 2024)
- Jamon Gordon, ex cestista statunitense (Jacksonville, n. 1984)
- Jamont Gordon, ex cestista statunitense (Nashville, n. 1987)
- Lancaster Gordon, ex cestista statunitense (Jackson, n. 1962)
- Larry Gordon, ex cestista statunitense (Pomona, n. 1987)
- Lorenzo Gordon, ex cestista statunitense (St. Louis, n. 1983)
- Shahar Gordon, ex cestista israeliano (Ramat Gan, n. 1980)
- Wesley Gordon, cestista statunitense (Colorado Springs, n. 1994)

## Compositori(6)
- Laraaji, compositore e musicista statunitense (Filadelfia, n. 1943)
- Irving Gordon, compositore statunitense (Brooklyn, n. 1915 - Los Angeles, † 1996)
- Mack Gordon, compositore e paroliere statunitense (Hrodna, n. 1904 - New York, † 1959)
- Michael Gordon, compositore statunitense (Miami Beach, n. 1966)
- Mick Gordon, compositore e produttore discografico australiano (Mackay, n. 1985)
- Peter Gordon, compositore statunitense (New York, n. 1951)

## Economisti(1)
- Myron J. Gordon, economista statunitense (n. 1920 - Summit, † 2010)

## Filosofi(1)
- Aaron David Gordon, filosofo russo (Trojanov, n. 1856 - Degania Alef, † 1922)

## Generali(1)
- Charles George Gordon, generale britannico (Londra, n. 1833 - Khartum, † 1885)

## Germanisti(1)
- Eric Gordon, germanista, traduttore e filologo canadese (Salmon Arm, n. 1896 - Manchester, † 1938)

## Giocatori di baseball(2)
- Alex Gordon, ex giocatore di baseball statunitense (Lincoln, n. 1984)
- Joe Gordon, giocatore di baseball e allenatore di baseball statunitense (Los Angeles, n. 1915 - Sacramento, † 1978)

## Giocatori di football americano(6)
- Darrien Gordon, ex giocatore di football americano statunitense (Shawnee, n. 1970)
- Josh Gordon, giocatore di football americano statunitense (Houston, n. 1991)
- Kyler Gordon, giocatore di football americano statunitense (Mukilteo, n. 1999)
- Melvin Gordon, giocatore di football americano statunitense (Kenosha, n. 1993)
- Richard Gordon, giocatore di football americano statunitense (Miami, n. 1987)
- Sonny Gordon, giocatore di football americano statunitense (Lynn, n. 1965 - † 2023)

## Giocatori di poker(1)
- Phil Gordon, giocatore di poker statunitense (El Paso, n. 1970)

## Infermiere(1)
- Marjory Gordon, infermiera, docente e scrittrice statunitense (Cleveland, n. 1931 - Boston, † 2015)

## Ingegneri(1)
- James Edward Gordon, ingegnere inglese (n. 1913 - † 1998)

## Militari(2)
- Gary Gordon, militare statunitense (Lincoln, n. 1960 - Mogadiscio, † 1993)
- John Brown Gordon, militare e politico statunitense (Contea di Upson, n. 1832 - Miami, † 1904)

## Modelli(1)
- Mat Gordon, modello canadese (Saint Paul, n. 1983)

## Musiciste(1)
- Kim Gordon, musicista, compositrice e artista statunitense (Rochester, n. 1953)

## Musicisti(1)
- Shabba Ranks, musicista e cantante giamaicano (St. Ann, n. 1966)

## Nobildonne(3)
- Charlotte Gordon, nobildonna britannica (Gordon Castle, n. 1768 - Londra, † 1842)
- Jean Gordon, nobildonna scozzese (Huntly Castle, n. 1546 - Dunrobin Castle, † 1629)
- Jane Maxwell, nobildonna scozzese (Edimburgo, n. 1748 - Londra, † 1812)

## Nobili(18)
- Alexander Gordon, I conte di Huntly, nobile scozzese († 1470)
- Alexander Gordon, II duca di Gordon, nobile scozzese (n. 1678 - † 1728)
- Alexander Gordon, IV duca di Gordon, nobile e politico scozzese (Fochabers, n. 1743 - Londra, † 1827)
- Charles Gordon, I conte di Aboyne, nobile inglese (n. 1638 - † 1681)
- Charles Gordon, II conte di Aboyne, nobile scozzese (n. 1670 - † 1702)
- Cosmo Gordon, III duca di Gordon, nobile scozzese (n. 1720 - Bretueil, † 1752)
- George Gordon, II conte di Huntly, nobile scozzese (Stirling, † 1501)
- George Gordon, IV conte di Huntly, nobile scozzese (n. 1514 - Aberdeen, † 1562)
- George Gordon, V conte di Huntly, nobile scozzese (n. 1534 - Strathbogie, † 1576)
- George Gordon, I marchese di Huntly, nobile scozzese (n. 1562 - Dundee, † 1636)
- George Gordon, II marchese di Huntly, nobile inglese (n. 1592 - † 1649)
- George Gordon, I duca di Gordon, nobile scozzese (n. 1649 - Leith, † 1716)
- George Gordon, IX marchese di Huntly, nobile scozzese (n. 1761 - † 1853)
- George Gordon, I conte di Aberdeen, nobile scozzese (n. 1637 - Kellie, † 1720)
- George Gordon, III conte di Aberdeen, nobile scozzese (Methlic, n. 1722 - Ellon, † 1801)
- Lewis Gordon, III marchese di Huntly, nobile scozzese (n. 1626 - † 1653)
- George Gordon, nobile scozzese (n. 1764 - Formartine House, † 1791)
- William Gordon, II conte di Aberdeen, nobile e politico scozzese (n. 1679 - Edimburgo, † 1745)

## Nuotatrici(1)
- Elenor Gordon, nuotatrice britannica (Hamilton, n. 1934 - Wishaw, † 2014)

## Ostacolisti(1)
- Jehue Gordon, ostacolista trinidadiano (Port of Spain, n. 1991)

## Pallavoliste(1)
- Stacey Gordon, pallavolista canadese (Oshawa, n. 1982)

## Piloti automobilistici(2)
- Jeff Gordon, pilota automobilistico statunitense (Vallejo, n. 1971)
- Robby Gordon, pilota automobilistico e pilota di rally statunitense (Cerritos, n. 1969)

## Poeti(1)
- Judah Leib Gordon, poeta e scrittore russo (Vilnius, n. 1830 - Pietroburgo, † 1892)

## Politiche(1)
- Elmira Minita Gordon, politica beliziana (Belize, n. 1930 - Inglewood, † 2021)

## Politici(3)
- Bart Gordon, politico e avvocato statunitense (Murfreesboro, n. 1949)
- Lord George Gordon, politico inglese (n. 1751 - † 1793)
- Mark Gordon, politico statunitense (New York, n. 1957)

## Produttori cinematografici(3)
- Lawrence Gordon, produttore cinematografico statunitense (Yazoo City, n. 1936)
- Mark Gordon, produttore cinematografico statunitense (Newport News, n. 1956)
- Richard Gordon, produttore cinematografico britannico (Londra, n. 1925 - Manhattan, † 2011)

## Psicologi(1)
- Thomas Gordon, psicologo statunitense (n. 1918 - † 2002)

## Registi(8)
- Aleksandr Gordon, regista sovietico (Mosca, n. 1931 - † 2020)
- Bert I. Gordon, regista, sceneggiatore e produttore cinematografico statunitense (Kenosha, n. 1922 - Los Angeles, † 2023)
- Dan Gordon, regista, sceneggiatore e produttore televisivo statunitense (California, n. 1947)
- George Gordon, regista, animatore e sceneggiatore statunitense (n. 1906 - Apple Valley, † 1986)
- Keith Gordon, regista e attore statunitense (New York, n. 1961)
- Michael Gordon, regista statunitense (Baltimora, n. 1909 - Century City, † 1993)
- Seth Gordon, regista, produttore cinematografico e montatore statunitense (Evanston, n. 1974)
- Stuart Gordon, regista, sceneggiatore e produttore cinematografico statunitense (Chicago, n. 1947 - Los Angeles, † 2020)

## Rugbisti a 15(1)
- Steve Gordon, ex rugbista a 15 e allenatore di rugby a 15 neozelandese (Te Awamutu, n. 1967)

## Sassofonisti(1)
- Dexter Gordon, sassofonista statunitense (Los Angeles, n. 1923 - Filadelfia, † 1990)

## Sceneggiatori(2)
- Howard Gordon, sceneggiatore e produttore televisivo statunitense (Queens, n. 1961)
- Robert Gordon, sceneggiatore statunitense

## Schermidori(1)
- Shaul Gordon, schermidore canadese (n. 1994)

## Scrittori(2)
- Noah Gordon, scrittore statunitense (Worcester, n. 1926 - Dedham, † 2021)
- Roderick Gordon, scrittore britannico (Londra, n. 1960)

## Scrittori di fantascienza(1)
- Rex Gordon, scrittore di fantascienza britannico (Preston, n. 1917 - Falmouth, † 1998)

## Scrittrici(3)
- Jaimy Gordon, scrittrice statunitense (Baltimora, n. 1944)
- Mary Gordon, scrittrice statunitense (New York, n. 1949)
- Sheila Gordon, scrittrice statunitense (Johannesburg, n. 1927 - New York, † 2013)

## Teorici della musica(1)
- Edwin Gordon, teorico della musica e musicista statunitense (Stamford, n. 1927 - Mason City, † 2015)

## Trombettisti(1)
- Joe Gordon, trombettista statunitense (Boston, n. 1928 - Santa Monica, † 1963)

## Velociste(1)
- Chrisann Gordon, velocista giamaicana (n. 1994)

## Velocisti(1)
- Lalonde Gordon, velocista trinidadiano (Lowland, n. 1988)

## Wrestler(1)
- Angelo Dawkins, wrestler statunitense (Cincinnati, n. 1990)